# Øystein Gåre
Øystein Gåre (30 de junho de 1954 - 18 de setembro de 2010) foi um treinador de futebol norueguês. É conhecido por ter liderado o FK Bodø/Glimt às medalhas de prata em campeonatos em 2003.